# Пеи-де-ла-Луар
Пеи́-де-ла-Луа́р (фр. Pays de la Loire, рус. Земля Луары) — регион на западе Франции. Административным центром является город Нант. Население на 1 января 2011 года составляло 3 601 113 человек (5-е место среди регионов).
Регион включает департаменты Майен, Атлантическая Луара, Мен и Луара, Сарта и Вандея. Площадь территории — 32 082 км². Через неё протекают реки Луара, Луар, Сарта и Майен. 
Долина Луары, признанная ЮНЕСКО памятником всемирного наследия человечества, относится по большей части к региону Центр — Долина Луары.